# Living Reviews in Relativity
Living Reviews in Relativity (англ. живі огляди теорії відносності) — рецензований науковий журнал із відкритим доступом, який публікує огляди з теорії відносності в різних галузях фізики та астрофізики. Журнал заснував Бернард Шутц, і від 1998 до 2015 рік його видавав в Інституті гравітаційної фізики Макса Планка. У червні 2015 року Товариство Макса Планка продало журнал, і тепер його видає Springer Science+Business Media.
Статті цьому журналі, як і в інших журналах серії Living Reviews, містять критичні огляди поточного стану досліджень з різних тем, а також пропонують списки найважливішої літератури та посилання на інші доступні ресурси. Автори регулярно оновлюють огляди, додаючи результати останніх досліджень. Саме на цю особливість вказує слово «Living» (англ. живий) у назві журналу.